# 湖北拉拉藤
湖北拉拉藤（学名：Galium hupehense）为茜草科拉拉藤属下的一个种。

## 扩展阅读
- 維基物種上的相關：湖北拉拉藤